# Ammoniumazid
Ammoniumazid ist eine anorganische chemische Verbindung aus der Gruppe der Azide. Der Stickstoffgehalt in der Verbindung beträgt 93,3 %.

## Gewinnung und Darstellung
Ammoniumazid kann durch Reaktion von Ammoniumchlorid oder Ammoniumnitrat mit Natriumazid in Dimethylformamid bei 100 °C gewonnen werden.
{\displaystyle \mathrm {NH_{4}NO_{3}+NaN_{3}\longrightarrow NH_{4}N_{3}+NaNO_{3}} }
Ebenfalls möglich ist die Darstellung durch Reaktion von Diazohippuramid in alkoholischer Lösung mit Ammoniak. Durch diese Reaktion wurde Ammoniumazid erstmals 1890 durch       Theodor Curtius synthetisiert.
Die Verbindung entsteht auch zu 25 % durch Isomerisierung von 2-Tetrazen bei 0 °C.

## Eigenschaften
Ammoniumazid ist ein farbloser explosiver Feststoff, der löslich in Wasser ist. Die Verbindung beginnt bei 133 °C zu sublimieren und schmilzt beim vorsichtigen Erwärmen bei 160 °C. Ammoniumazid besitzt eine orthorhombische Kristallstruktur mit der Raumgruppe Pnam (Raumgruppen-Nr. 62, Stellung 6).